# کریستینا، ملکه سوئد
کریستینا (۱۸ دسامبر ۱۶۲۶ – ۱۹ آوریل ۱۶۸۹) با نام اصلی کریستینا الکساندرا ملکه سوئد از ۱۶۳۲ تا ۱۶۵۴ میلادی بود. عناوین سلطنتی او ملکه سوئدی‌ها،گوت‌ها و وندال‌ها، دوشس بزرگ فنلاند، دوشس استونی،کاریلیا،لیوونی و اینگری بود. او تنها فرزند مشروع در قید حیات گوستاو آدولف دوم و همسرش ماریا الیونورا براندنبورگ بود. او در سن ۶ سالگی و با مرگ پدرش در نبرد لوتزن در ۱۶۳۲، به جای او بر تخت شاهی نشست. اگرچه او فرزند یک شاه پروتستان بود، در ۱۶۵۴ میلادی ضمن استعفا از سلطنت به مذهب کاتولیسم گروید. او سالهای آخر عمر خویش را در رم گذراند و در آنجا به تئاتر و موسیقی پرداخت.
او تمایلاتی همجنسگرایانه داشت که بخاطر فشار مذهب و اجتماع آن را سرکوب کرد.
کریستینا، ملکه سوئد، فردی دمدمی مزاج، باهوش و علاقه‌مند به امور دینی، کتاب، کیمیاگری و علم بود. او در نظر داشت که استکهلم (پایتخت سوئد) را به آتن شمال تبدیل کند. تاثیرپذیری وی از گرایش‌های ضداصلاح در کلیسا، به تغییر مذهب از پروتستان به کاتولیک، علاقه روزافزون وی به فرهنگ مدیترانه‌ای و نهایتاً استعفا از سلطنت و سکونت در ایتالیا انجامید. طرز زندگی او تا امروز تبدیل به موضوعی برای نمایش نامه‌ها، اپراها، رمان‌ها و فیلم‌های بسیاری شده است.
پس از کناره‌گیری کریستینا، پسرعمه وی کارل دهم به جای او به سلطنت رسید.